# 叶进明
叶进明（1910年3月21日—2001年1月14日），浙江省余姚县人。中华人民共和国政治人物。
早年参加国共内战，从事上海地下工作，经楼少垣介绍加入中国共产党，任中共上海沪中区委委员、沪中区煤炭业工会书记，曾两次入狱。1937年8月，任上海红十字会煤炭业救护队支部书记。同年年底赴南昌参加新四军的筹建工作。1938年1月，任新四军南昌办事处支部书记。1939年9月起，任新四军总兵站站长。皖南事变后，在苏北盐城重建新四军军部时，任新四军供给部副部长。1942年起，兼任新四军第七师供给部部长。第二次国共内战期间，任山东野战军后勤部部长，山东军区后勤部副部长，华东野战军兵站部部长。中华人民共和国成立后，任上海市人民政府公用局局长，上海市交通办公室主任。2001年去世。